# Ringer-Bundesliga 2022/23
Die Ringer-Bundesliga 2022/23 (offiziell DRB BIRTAT 1. Bundesliga) war die 59. Saison in der Geschichte der Ringer-Bundesliga. Die Liga war in zwei Staffeln mit insgesamt 16 Mannschaften aufgeteilt, die in einer Vor- und einer Endrunde um die deutsche Meisterschaft kämpften. Die Saison begann am 23. September 2022 und endete am 11. Februar 2023 mit dem Finalrückkampf des ASV Schorndorf gegen den ASV Mainz 88. Die Mainzer konnten beide Finalkämpfe gewinnen und wurden damit zum vierten Mal in ihrer Vereinsgeschichte deutscher Mannschaftsmeister.
Im Vergleich zur Vorsaison wurde die Liga von drei auf zwei Staffeln und von 26 auf 16 Mannschaften reduziert. Gleichzeitig wurde zu der Saison die 2. Bundesliga wieder eingeführt, in die die letztplatzierten Teams der beiden Vorrundenstaffeln abstiegen.

## Staffeleinteilung
Die beiden Staffeln West und Ost wurden wie folgt eingeteilt:
Staffel West
- TuS Adelhausen
- RKG Freiburg 2000
- Red Devils Heilbronn
- KSV Köllerbach
- ASV Mainz 88 (amtierender deutscher Vizemeister)
- SV Alemannia Nackenheim
- ASV Urloffen
- KSV Witten 07

Staffel Ost
- SV Wacker Burghausen (amtierender deutscher Meister)
- RSV Rotation Greiz
- KSC Germania 07 Hösbach
- SC Siegfried Kleinostheim
- AC Lichtenfels
- AV Germania Markneukirchen
- SV St. Johannis Nürnberg
- ASV Schorndorf

## Vorrunde
| Legende | Legende                          |
| ------- | -------------------------------- |
|         | Teilnahme an der Endrunde        |
|         | Teilnahme an der Zwischenrunde   |
|         | Rückzug zum Saisonende           |
|         | Absteiger in die 2. Bundesliga   |
| (M)     | Meister der Saison 2021/22       |
| (N)     | Aufsteiger aus der 2. Bundesliga |

Die Hinrunde der Vorrunde fand zwischen dem 23. September und dem 30. Oktober 2022 statt. Die Rückrundenkämpfe wurden zwischen dem 5. November und dem 17. Dezember 2022 ausgetragen.

### DRB-Bundesliga West
In der Gruppe West konnten sich die Ringer des ASV Mainz 88 als Staffelsieger durchsetzen und verloren lediglich gegen die Red Devils Heilbronn, die die Vorrunde auf Platz 3 beendeten. Auf Rang 2 kam der KSV Köllerbach. Für die Ausscheidungskämpfe der letzten beiden Viertelfinalplätze qualifizierten sich TuS Adelhausen und SV Alemannia Nackenheim. Die Mannschaft der RKG Freiburg 2000 wurde Tabellenletzter.
| Pl. | Verein                  | K. | Kampfpkte. | Diff. | Pkte. |
| --- | ----------------------- | -- | ---------- | ----- | ----- |
| 1.  | ASV Mainz 1888          | 14 | 261:146    | +115  | 25:30 |
| 2.  | KSV Köllerbach          | 14 | 236:162    | 0+74  | 22:60 |
| 3.  | Red Devils Heilbronn    | 14 | 253:179    | 0+74  | 20:80 |
| 4.  | TuS Adelhausen          | 14 | 223:169    | 0+54  | 17:11 |
| 5.  | SV Alemannia Nackenheim | 14 | 204:249    | 0−45  | 10:18 |
| 6.  | KSV Witten 07           | 14 | 185:254    | 0−69  | 09:19 |
| 7.  | ASV Urloffen            | 14 | 169:230    | 0−61  | 07:21 |
| 8.  | RKG Freiburg 2000       | 14 | 150:292    | −142  | 02:26 |

### DRB-Bundesliga Ost
Vorsaisonmeister SV Wacker Burghausen konnte zum sechsten Mal in Folge den Staffelsieg in der Vorrunde erringen. Auf den Plätzen 2 und 3 folgten in der Ost-Staffel der SC Siegfried Kleinostheim und der ASV Schorndorf. Der KSC Germania 07 Hösbach belegte durch den schlechteren direkten Vergleich mit Schorndorf Platz 4 und qualifizierte sich damit zusammen mit dem AC Lichtenfels für die Zwischenrunde. Das Team des SV St. Johannis 07 aus Nürnberg konnte lediglich in einem Kampf siegen und belegte den letzten Platz.
| Pl. | Verein                     | K. | Kampfpkte. | Diff. | Pkte.   |
| --- | -------------------------- | -- | ---------- | ----- | ------- |
| 1.  | SV Wacker Burghausen (M)   | 14 | 285:980    | +187  | 28:00   |
| 2.  | SC Siegfried Kleinostheim  | 14 | 234:155    | 0+79  | 20:80   |
| 3.  | ASV Schorndorf             | 14 | 210:168    | 0+42  | 18:10 * |
| 4.  | KSC Germania 07 Hösbach    | 14 | 230:173    | 0+57  | 18:10 * |
| 5.  | AC Lichtenfels             | 14 | 146:221    | 0−75  | 10:18   |
| 6.  | RSV Rotation Greiz         | 14 | 156:229    | 0−73  | 09:19   |
| 7.  | AV Germania Markneukirchen | 14 | 166:241    | 0−75  | 07:21   |
| 8.  | SV St. Johannis 07         | 14 | 130:272    | −142  | 02:26   |

Die Bundesliga-Richtlinien sehen vor, dass die beiden letztplatzierten Vereine beider Gruppen absteigen. Für diese Saison hat der Bundesliga-Ausschuss in Abstimmung mit den betroffenen Vereinen eine einmalige Regelung getroffen, durch die die beiden Siebtplatzierten ASV Urloffen und AV Germania Markneukirchen nicht absteigen und somit in der 1. Bundesliga verbleiben.

## Play-offs
Die Play-offs starteten in dieser Saison am 27. und 29. Dezember 2022 mit den sogenannten Boxing Days, einer Zwischenrunde, in der die viert- und fünftplatzierten Mannschaften beider Staffeln um die Qualifikation zum Viertelfinale kämpften. Es folgten das Viertelfinale am 7. und 14. Januar, das Halbfinale am 21. und 28. Januar sowie die beiden Finalkämpfe im Februar 2023.

### Zwischenrunde „Boxing Days“
|                         |                         | 1. Kampf | 2. Kampf | Gesamt |
| ----------------------- | ----------------------- | -------- | -------- | ------ |
| AC Lichtenfels          | TuS Adelhausen          | 25:40    | 20:12    | 45:16  |
| KSC Germania 07 Hösbach | SV Alemannia Nackenheim | 13:10    | 17:13    | 30:23  |

Der SV Alemannia Nackenheim zog sich nach der Saison aus der 1. Bundesliga zurück. In der Folgesaison starten die Nackenheimer Ringer in der Rheinland-Pfalz-Liga (IV. Klasse).

### Viertelfinale
|                         |                           | 1. Kampf | 2. Kampf | Gesamt |
| ----------------------- | ------------------------- | -------- | -------- | ------ |
| KSC Germania 07 Hösbach | ASV Mainz 1888            | 12:14    | 13:13    | 25:27  |
| Red Devils Heilbronn    | SC Siegfried Kleinostheim | 12:12    | 13:18    | 25:30  |
| ASV Schorndorf          | KSV Köllerbach            | 14:90    | 15:11    | 29:20  |
| AC Lichtenfels          | SV Wacker Burghausen      | 08:17    | 08:18    | 16:35  |

### Halbfinale
|                |                           | 1. Kampf | 2. Kampf | Gesamt |
| -------------- | ------------------------- | -------- | -------- | ------ |
| ASV Mainz 1888 | SC Siegfried Kleinostheim | 17:14    | 15:12    | 32:26  |
| ASV Schorndorf | SV Wacker Burghausen      | 15:80    | 08:10    | 23:18  |

### Finale
Der Hinkampf des Finales fand am 4. Februar 2023 in der Sporthalle „Am Großen Sand“ in Mainz statt. Vor 1600 Zuschauern konnten die Mainzer Ringer knapp mit 14:13 gegen die „Spartaner“ aus Schorndorf gewinnen. Der Rückkampf fand am 11. Februar 2023 in der Scharrena Stuttgart vor 2000 Zuschauern statt und endete wie der Hinkampf mit einem 14:13-Sieg des ASV Mainz 88. Somit gewannen die Mainzer mit einem Gesamtergebnis von 28:26 ihre vierte deutsche Meisterschaft.
|              |                | Hinkampf | Rückkampf | Gesamt |
| ------------ | -------------- | -------- | --------- | ------ |
| ASV Mainz 88 | ASV Schorndorf | 14:13    | 14:13     | 28:26  |